# 부유식 풍력 터빈

세계 최초의 본격적인 부유식 풍력 터빈인 2.3MW 하이윈드(Hywind)는 2009년 노르웨이 스타방에르 근처의 아뫼이(Åmøy) 피요르드에서 조립된 후 북해에 배치되었다.

부유식 풍력 터빈(floating wind turbine)은 고정식 터빈이 불가능한 수심에서 터빈이 전기를 생산할 수 있도록 부유 구조물에 장착된 해상 풍력 터빈이다.

## 개요
부유식 풍력 발전소는 특히 스페인, 포르투갈, 일본, 프랑스, 미국 서해안과 같이 얕은 바다가 제한된 국가에서 해상 풍력 발전소에 사용할 수 있는 해역을 크게 늘릴 수 있는 잠재력을 가지고 있다. 풍력 발전 단지를 먼 바다에 위치시키면 시각적 오염을 줄이고, 낚시 및 항로를 위한 더 나은 편의 시설을 제공하며, 더 강하고 지속적인 바람에 도달할 수 있다.
상업용 부유식 풍력 터빈은 대부분 개발 초기 단계에 있으며 2007년 이후 여러 개의 단일 터빈 프로토타입이 설치되었다. 2023년 당시 운영 중인 부유식 풍력 발전 단지는 총 193MW로 4개이다.
세계 최대 규모로 인정받는 하이윈드 탐펜(Hywind Tampen) 부유식 해상풍력발전단지는 2023년 8월 가동을 시작했다. 노르웨이 해안에서 약 140㎞ 떨어진 곳에 위치한 이 발전소는 11개의 터빈으로 구성돼 석유 및 가스 플랫폼 인근 5곳에 필요한 전력의 약 35%를 공급할 것으로 예상된다.

## 같이 보기
- 풍력 발전
- 해상풍력발전
- 공중 풍력 터빈
- 해양 온도차 발전